# Bộ Song giáp
Bộ Song giáp (danh pháp khoa học: Didymelales) là một bộ thực vật có hoa hai lá mầm. Trong hệ thống Cronquist người ta xếp nó trong phân lớp Kim lũ mai (Hamamelidae) và chỉ bao gồm một họ là họ Song giáp (Didymelaceae) với chỉ 1 chi (Didymeles) và 2-3 loài (Didymeles integrifolia, D. madagascarensis, D. perrieri), là các loại cây thân gỗ đặc hữu của Madagascar với các hoa đơn giản và nguyên thủy. Hoa của chúng đơn tính khác gốc. Hoa đực bao gồm 2 bao phấn (túi phấn) không cuống cộng 1-2 vảy nhỏ gắn vào ngay dưới bao phấn. Hoa cái bao gồm 4 vảy cộng 1 lá noãn hình trụ (cấu trúc mang noãn) với bề mặt tiếp nhận phấn nằm xiên, lớn (núm nhụy) và 1 noãn.
Hệ thống APG II năm 2003 không công nhận bộ này cũng như họ Song giáp, các loài trong họ/bộ được gộp chung trong họ Hoàng dương (Buxaceae). Tuy nhiên, APG II cho phép một tùy chọn tách riêng họ này ra; và khi đó nó không đặt trong bộ nào mà chỉ được xếp như là nhánh cơ sở (ngoại biên) của thực vật hai lá mầm thật sự (eudicots).